# 道の駅伊達の郷りょうぜん
道の駅伊達の郷りょうぜん（みちのえき だてのさとりょうぜん）は、福島県伊達市にある国道115号の道の駅である。

## 特徴
東北中央自動車道（相馬福島道路）霊山インターチェンジと一般国道115号現道に隣接し、近隣には一般国道349号がある。「農村と山間に浮かぶ宿場ビストロ」をテーマした「伊達食」がメインの道の駅。直営レストランは、伊達鶏やだてのハーブ鶏、伊達野菜など地元食材にこだわった料理をリーズナブルな価格で提供。他にも超人気ジェラート店「まきばのジャージー」、焼立てパン工房、牛タンやつきたて餅、うどんの専門店も並び、「食」に特化している。年間を通して果物（イチゴ、さくらんぼ、桃、ぶどう、りんご、あんぽ柿など）が店頭に並ぶのも魅力である。

## 施設
- 駐車場[3][4]
  - 普通車：85台
  - 大型車：10台
- トイレ
- 農産物直売所
- 特産物売店
- 休憩所
- レストラン
- 道路情報提供施設
- 電気自動車用充電器

### 管理団体
- 一般社団法人 りょうぜん振興公社

## アクセス
- 東北中央自動車道（相馬福島道路）霊山IC
- 国道115号
- 高速バス停「伊達の郷りょうぜん」会津バス:仙台空港 - 福島 - 会津若松線

## 周辺
- 東北中央自動車道「霊山インターチェンジ」